# 波特雷里略斯 (多萊加區)
波特雷里略斯（西班牙語：Potrerillos），是巴拿馬的城鎮，位於該國西部，由奇里基省的多萊加區負責管轄，面積55.4平方公里，海拔高度880米，2010年人口1,562，人口密度每平方公里28.2人。